# Elecciones generales de Portugal de 1918

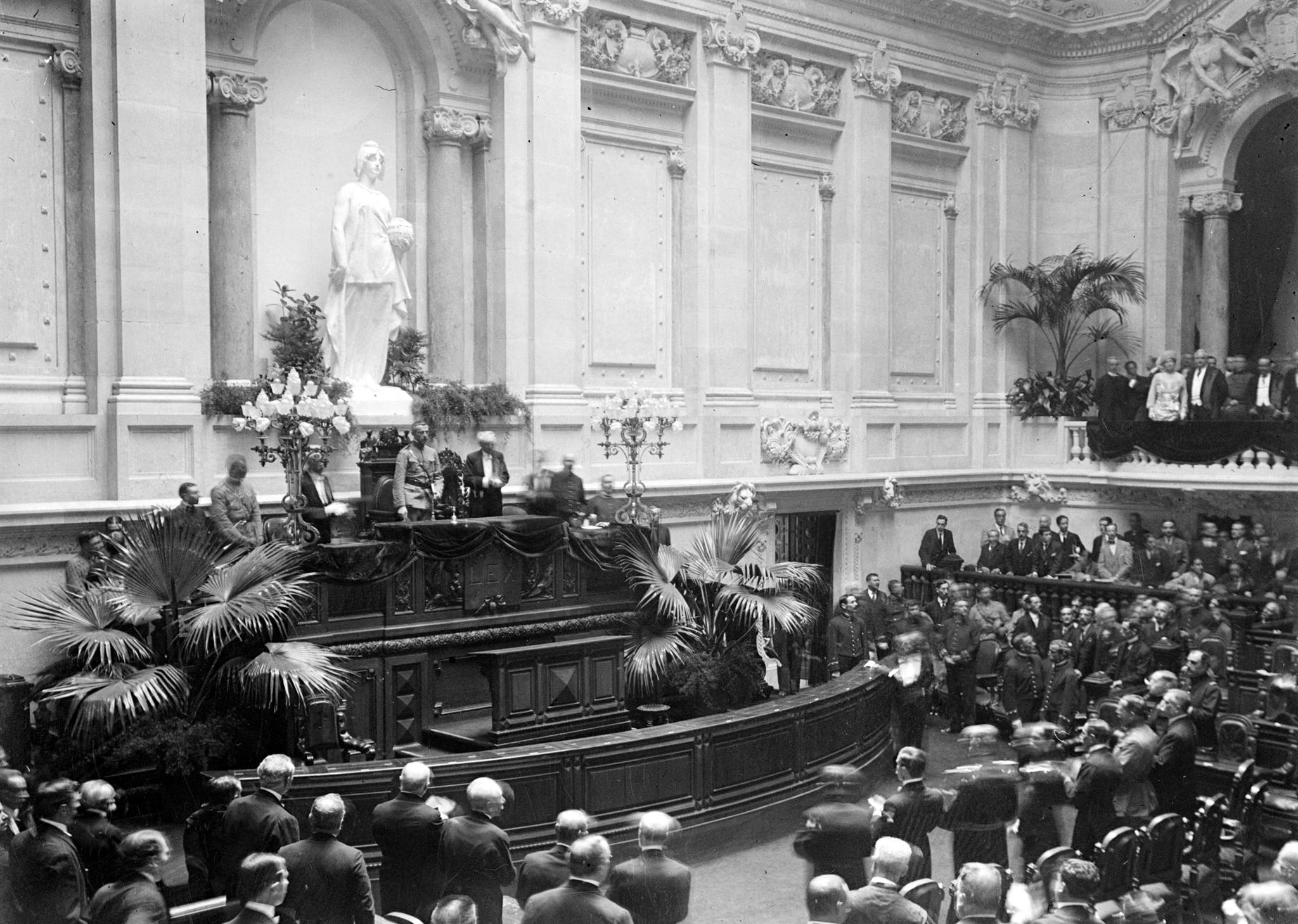
Sidónio Pais toma el juramento en el parlamento después de su elección como Presidente.

Las elecciones parlamentarias de Portugal de 1918 se llevaron a cabo el 28 de abril de ese año, tras el golpe de Estado de Sidónio Pais, ocurrido en diciembre de 1917.

## Proceso electoral
Fueron elegidos los 155 miembros de la Cámara de Diputados y 49 senadores. Los diputados fueron elegidos en circunscripciones con listas uninominales y plurinominales. 136 diputados fueron elegidos en el Portugal continental (con circunscripciones plurinominales), 8 en Azores y Madeira (de los cuales, 2 en circunscripciones uninominales), y 11 en las colonias portuguesas (entre los cuales, 5 en circunscripciones uninominales). El Senado tenía 77 miembros, de los cuales 28 fueron nominados por las corporaciones económicas y sociales y 49 elegidos a través de sufragio directo. Fueron las únicas elecciones durante el gobierno de Sidónio Pais. Las elecciones presidenciales se celebraron en la misma fecha, y fueron las primeras y las únicas elecciones presidenciales a través de sufragio directo durante la Primera República. Sin embargo, los 3 principales partidos de la Primera República Portuguesa (el Partido Democrático, el Partido Evolucionista y la Unión Republicana) boicotearon las elecciones, lo que puso en cuestión la legitimidad democrática de estas elecciones.

## Participación
En un universo de 1 500 000 electores potenciales (masculinos y mayores de 21 años), solo se registraron 900 000, aunque representando un crecimiento muy significativo en comparación con los 471 557 registrados en las elecciones anteriores. Debido a la abstención de los partidarios de los democráticos, evolucionistas y unionistas, en las elecciones para la Cámara de Diputados y para el Senado, la participación electoral fue bastante baja: La participación en las elecciones parlamentarias de 1918 se situó en alrededor del 36% de los votantes registrados, muy inferior a los 57% que participaron en las elecciones presidenciales, que fueron realizadas al mismo tiempo.

## Resultados electorales
Sidónio Pais fue el único candidato a la presidencia, y fue elegido sin oposición, mientras que en las elecciones parlamentarias del 28 de abril de 1918, el Partido Nacional Republicano de Sidónio Pais consiguió 108 de los 155 escaños de la Cámara de Diputados y 31 de los 77 escaños del Senado (entre los cuales, solo 49 fueron elegidos a través de sufragio directo). Estas elecciones dieron lugar a la elección de una fuerte minoría de monárquicos (37 diputados y 8 senadores) y de católicos (4 diputados y 1 senador), y también dieron lugar a la elección de 5 diputados independientes. Así, la composición del Parlamento se transformó por completo durante el período sidonista, ya que los miembros de los partidos de derecha lograron una mayoría abrumadora, a diferencia de todas las otras elecciones llevadas a cabo durante la Primera República.

## Transformaciones políticas y sociales
Como resultado de la gobernación de Sidónio Pais y de su partido, ocurrieron transformaciones muy significativas en relación con la anterior realidad sociopolítica en Portugal. Hubo una recuperación de los valores tradicionales y del orden en un sistema político carismático, presidencialista y populista. El Estado obtuvo un papel más activo contra la plutocracia y un papel represivo contra el movimiento obrero republicano e izquierdista. Por otra parte, trató de superar la división creada por el liberalismo y por el republicanismo, acercándose a los católicos, a los monárquicos y a otros organismos sociales que estaban prohibidos en las instituciones del gobierno desde 1910, año de la proclamación de la República. Con Sidónio Pais, llegaron al gobierno los partidarios de la corriente favorable al presidencialismo autoritario republicano, contrario al parlamentarismo.

## Legislatura
El nuevo parlamento comenzó sus sesiones el 22 de julio de 1918 y se mantuvo en funciones hasta su disolución el 19 de febrero de 1919, fecha en fue oficialmente restaurada la plena vigencia de la Constitución republicana de 1911. Finalmente, en el 30 de marzo de 1919, cayó el gobierno de José Relvas, que incluía una combinación de políticos sidonistas y antisidonistas.

## Tablas con los resultados de las elecciones

### Presidente
| Candidato                            | Partido                              | Votos   | %    | Fuentes      |
| ------------------------------------ | ------------------------------------ | ------- | ---- | ------------ |
| Sidónio Pais                         | Partido Nacional Republicano         | 513.958 | 100  | [ 13 ] [ 4 ] |
| Votos invalidos o en blanco          |                                      |         |      |              |
| Total                                | Total                                | 513.958 | 100  | [ 13 ] [ 4 ] |
| Votantes registrados / participación | Votantes registrados / participación | 900.000 | 57,0 | [ 13 ] [ 4 ] |

### Parlamento
| Partido                              | Cámara de Diputados | Cámara de Diputados | Cámara de Diputados | Cámara de Diputados | Senado  | Senado | Senado  | Senado |              |
| Partido                              | Votos               | %                   | Escaños             | +/–                 | Votos   | %      | Escaños | +/–    | Fuentes      |
| ------------------------------------ | ------------------- | ------------------- | ------------------- | ------------------- | ------- | ------ | ------- | ------ | ------------ |
| Partido Nacional Republicano         |                     |                     | 108                 | Nuevo               |         |        | 32      | Nuevo  | [ 13 ] [ 4 ] |
| Partido Monárquico                   |                     |                     | 37                  | Nuevo               |         |        | 10      | Nuevo  | [ 13 ] [ 4 ] |
| Centro Católico Portugués            |                     |                     | 5                   | +4                  |         |        | 1       | 0      | [ 13 ] [ 4 ] |
| Otros partidos e independientes      |                     |                     | 5                   | –8                  |         |        | 30      | +27    | [ 13 ] [ 4 ] |
| Votos invalidos o en blanco          |                     | –                   | –                   | –                   |         | –      | –       | –      |              |
| Total                                |                     | 100                 | 155                 | –8                  |         | 100    | 73      | +4     | [ 13 ] [ 4 ] |
| Votantes registrados / participación | 900,000             | 36,0                | –                   | –                   | 900.000 | 36,0   | –       | –      | [ 4 ]        |

Nota 1: En un universo de 1 500 000 electores potenciales (masculinos y mayores de 21 años), solo se registraron 900 000, aunque representando un crecimiento en relación con los 471 557 registrados en las elecciones anteriores.
Nota 2: El número de votantes que figuran en la tabla de las elecciones presidenciales incluye solo los votantes en Portugal continental, las Azores y Madeira y excluye a los votantes de las colonias portuguesas.